# Kluknava
Kluknava (allemand : Kluckenau) est un village de Slovaquie situé dans la région de Košice.

## Histoire
Première mention écrite du village en 1304.

## Démographie

### Évolution de la population
| Année:               | 1994. | 2004.   | 2014.   | 2024.   |
| -------------------- | ----- | ------- | ------- | ------- |
| Nombre de personnes: | 1757  | 1642    | 1590    | 1530    |
| Différence:          |       | -6,54 % | -3,16 % | -3,77 % |

| Année:               | 2023. | 2024.   |
| -------------------- | ----- | ------- |
| Nombre de personnes: | 1525  | 1530    |
| Différence:          |       | +0,32 % |